# 五月山児童文化センター
五月山児童文化センター（さつきやまじどうぶんかセンター、英: Satsukiyama Children Culture Center）は、大阪府池田市綾羽2丁目にある市立の社会教育施設である。略称は、五児文（ごじぶん）である。

## 概要
主に池田市内の小学校に通学している児童を対象として、イベントの開催、プラネタリウムの投映、クラブ活動などが行われている。建物は、地上3階、地下1階建てであり、鉄筋コンクリート構造である。地下1階には、図工室、科学室があり、1階には、エントランス、プレイホール、事務所がある。プレイホールには、工作コーナー、ままごとコーナーが設けられている。2階には、集会室、プラネタリウム室があり、3階には、多目的スペース、和室、倉庫がある。建築面積は 591.23 平方メートルである。延床面積は 853.44 平方メートルである。
情操を養い育てることや、科学を普及させることを目的として、池田市によって設置された。設置されているプラネタリウムは、直径 5 メートルのドームをもち、座席数は 35 で、映し出すことができる星の数は、およそ 2,800 個である。クラブの種類には、絵画、舞踊、お茶、作法、トーンチャイム、紙飛行機、書道、囲碁、能、考古学体験教室、落語などがある。

## 由来
1971年（昭和46年）4月1日、池田市児童文化センター条例および条例施行規則が制定される。1972年（昭和47年）9月26日、建設工事が開始される。1973年（昭和48年）3月31日、建設工事が完成される。同年6月3日、五月山児童文化センターが完成され、開館式が行われる。同センターの開館に伴って、水月公園内に開館されていた児童文化センターは、「水月児童文化センター」という名称に変更された。
1990年（平成2年）、リニューアルオープンが行われ、新型のプラネタリウムの他、ビデオプロジェクターやコンピュータ室が新設される。2008年（平成20年）7月より、池田こども文化活動協会（現在の特定非営利活動法人関西コミュニティ協会）が指定管理者となる。

## 交通アクセス・周辺
阪急電鉄池田駅からは、北東へ徒歩でおよそ 20 分ほどのところにある。阪急バス「五月山公園・大広寺」バス停から、徒歩でおよそ 5 分ほどのところにある。西へ 130 メートルほどのところに、池田市五月山体育館がある。北東へ 300 メートルほどのところに、緑のセンターがある。北西へ 650 メートルほどのところに、池田市立五月山動物園がある。東へ 350 メートルほどのところに、池田市立五月丘小学校がある。南西へ 270 メートルほどのところに、池田城跡公園がある。